# Test Pilot
Test Pilot é um filme norte-americano de 1938, do gênero drama, dirigido por Victor Fleming  e estrelado por Clark Gable, Myrna Loy e Spencer Tracy.

## Produção
Graças, em parte, ao elenco encabeçado por três astros no auge de suas respectivas carreiras, Test Pilot é um dos maiores sucessos da história da MGM. Com personagens críveis e ação realista, o filme conquistou também a crítica, tanto a da época quanto a contemporânea.
Spencer Tracy, o produtor Louis D. Lighton e também o diretor Victor Fleming haviam trabalhado juntos em Captains Courageous, realizado no ano anterior. Essa produção dera o primeiro Oscar a Tracy e aqui, apesar de não premiado, ele rouba o filme como o mecânico que sacrifica a vida pelo amigo Jim, interpretado por Gable.
O roteiro é baseado em uma história escrita por Frank Wead, um aviador da Marinha dos Estados Unidos que lutou na Segunda Guerra Mundial. A história foi indicada ao Oscar da Academia. Além desta, o filme recebeu outras duas indicações, entre elas a de Melhor Filme.

## Sinopse
Temerário e amante da boa vida, o piloto de testes Jim faz um pouso forçado em uma fazenda, onde se apaixona pela bela Ann. Eles se casam, mas Ann descobre que Jim dá mais importância à carreira que a ela. Jim tem um grande amigo, seu mecânico Gunner, que o salva quando é despedido pelo patrão Drake e quando Ann resolve deixá-lo. Finalmente, Jim e Gunner vão testar um poderoso bombardeiro, mas alguma coisa dá errado...

## Premiações
| Patrocinador | Prêmio | Categoria                                           | Situação |
| ------------ | ------ | --------------------------------------------------- | -------- |
| Academia     | Oscar  | Melhor Filme Melhor História Original Melhor Edição | Indicado |

## Elenco
| Ator/Atriz        | Personagem     |
| ----------------- | -------------- |
| Clark Gable       | Jim            |
| Myrna Loy         | Ann            |
| Spencer Tracy     | Gunner         |
| Lionel Barrymore  | Drake          |
| Samuel S. Hinds   | General Ross   |
| Marjorie Main     | Senhoria       |
| Ted Pearson       | Joe            |
| Louis Jean Heydt  | Benson         |
| Gloria Holden     | Senhora Benson |
| Virginia Grey     | Sarah          |
| Priscilla Lawson  | Mable          |
| Claudia Coleman   | Senhora Barton |
| Arthur Aylesworth | Senhor Barton  |